# Comuna Kobeleaciok, Kremenciuk
Kobeleaciok (în ucraineană Кобелячок) este o comună în raionul Kremenciuk, regiunea Poltava, Ucraina, formată din satele Kobeleaciok (reședința) și Malîkî.

## Demografie
Componența lingvistică a comunei Kobeleaciok
     Ucraineană (97,38%)
     Rusă (2,5%)
Conform recensământului din 2001, majoritatea populației comunei Kobeleaciok era vorbitoare de ucraineană (97,38%), existând în minoritate și vorbitori de rusă (2,5%).